# Stari grad, Varaždin
Stari grad v Varaždinu je izvorno srednjeveška utrdba, ki stoji v parku na severnem delu starega mestnega jedra Varaždina in predstavlja eno najpomembnejših znamenitosti mesta. Kot zaščitena kulturna dobrina nacionalnega pomena je vpisana v Register kulturnih dobrin Hrvaške. Od leta 1925 ima v njem svoje prostore Mestni muzej Varaždin, ki zgradbo tudi raziskuje, vzdržuje in obnavlja.

## Zgodovina
Skozi večino zgodovine je bil sedež fevdalne uprave. Prvič se omenja leta 1181 kot sedež varaždinske županije, nakar je v naslednjih stoletjih menjal lastnike, okrog njega pa je postopoma zraslo sedanje naselje. Med lastniki so celjski grofje, ki so grad prezidali v gotskem slogu, kar ponazarja glavni obrambni stolp. Takrat je bila ob njej postavljena tudi žitnica. Skozi čas so utrdbo nadalje širili in prezidavali, najbolj temeljito v 16. stoletju, ko je po naročilu grofa Ivana Ungnada in pod vodstvom italijanskega arhitekta Domenica dell'Allia dobil renesančno podobo ter značaj vodnega gradu. Pred njim je bil postavljen vhodni stražni stolp, skozi katerega naj bi vodil dostop čez dvojni dvižni most preko jarka, napolnjenega z vodo. V tej obliki je odigral pomembno vlogo pri obrambi Štajerske pred turškimi vpadi.
Skozi 17. in 18. stoletje je nato izgubil obrambno vlogo. Takratni lastniki, grofje Erdödy, so ga barokizirali in pretvorili v dvorec, pred njim pa je bil postavljen kip sv. Janeza Nepomuka. Leta 1925 je v njem dobil prostore novoustanovljeni Mestni muzej Varaždin, katerega sodelavci so ga pričeli raziskovati in obnavljati. Okoliški park je v 1950. letih pričel urejati slovenski krajinski arhitekt Ciril Jeglič, čigar zasnova zasaditve parkovnih rastlin pa se je do danes izgubila z zarastjo in drugimi zasaditvami.